# Guido Vallejos
Guido Raúl René Vallejos Pacheco (Copiapó, 26 de enero de 1929-Santiago, 21 de septiembre de 2016) fue un dibujante e historietista chileno, especialmente conocido por ser el creador de Barrabases, el primer cómic deportivo para niños. Tuvo asimismo su propia editorial, donde publicó revistas como El Pingüino.

## Biografía

### Barrabases, su principal creación
Desde pequeño Guido Vallejos fue muy aficionado al fútbol y a las historietas. En 1945 creó un cómic sobre los sucesos de los partidos que veía en el Estadio Zambrano en Santiago, llamado El Cometa. Este sería el antecedente de su serie más famosa, Barrabases, estrenada el 26 de agosto de 1954. Barrabases relataba las aventuras y peripecias de un grupo de adolescentes, quienes fueron descubiertos por Mister Pipa, un entrenador y futbolista quien les infunde el amor al juego y a luchar a pesar de todo. La serie obtuvo tal éxito que sacó una revista homónima, distribuida por la Editorial Zig-Zag.

### El Pingüinoy otras ediciones
Además de Barrabases, Vallejos fue editor, creador y partícipe en la fundación de varias otras revistas, todas ellas publicadas en su propia editorial: Ediciones Guido Vallejos. En agosto de 1956 creó El Pingüino, revista de humor picaresco inspirada en la desaparecida Pobre Diablo. Vallejos fue acusado de ofensas a la moral por las publicaciones de El Pingüino, pero resultó finalmente absuelto de los cargos. Finalmente, la revista fue vendida a Percy Eaglehurst en 1969.
Entre 1970 y 1973 dirigió Viejo Verde, también destinada al público adulto. Otras revistas creadas por Vallejos fueron la revista de historietas de terror Brujerías de Vampirella (1970), Cosquillas (1970), la revista de espectáculos Mi vida, la revista de cómics de ciencia ficción Flash (1976), Novedades (1970-1973), TV Guía (1965-1966) y las fotonovelas Cine Amor (1962) —la primera de este tipo en Chile— y Cine Impreso (1966), entre otras.
Vallejos asumió como gerente de revista Vea en 1976 y posteriormente incursionó como empresario hotelero, fundando el Hotel Foresta y más tarde, la empresa inmobiliaria Casas Vallejos (cuyos dueños pasaron a ser sus hijos Guido y Patricia). Después adquirió también el bar «Don Rodrigo».
En 1988 creó junto a su hijo Gabriel la editorial Antártica, donde publicó la revista picaresca El Loro y la cuarta época de Barrabases.

### Últimos años
El 15 de noviembre de 2012 fue detenido, junto a otras personas, por su vinculación a una red de abuso y prostitución infantil, quedando en prisión preventiva. El 11 de diciembre fue condenado a cuatro años de libertad vigilada luego de que asumiera los cargos que le imputaban.
En sus últimos años, sufrió de alzhéimer. Finalmente, Vallejos falleció a los 87 años de edad producto de complicaciones con dicha enfermedad.